# Milomir Kovač

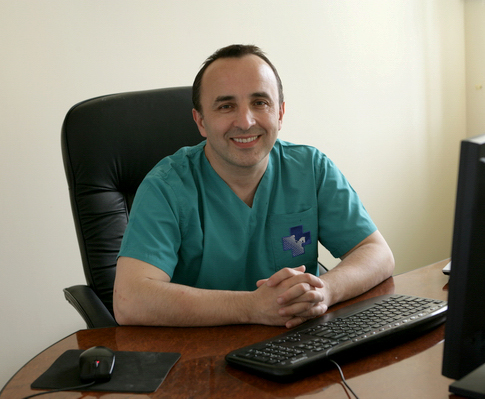
Milomir Kovač (2013)

Milomir Kovač (* 21. Oktober 1962 in Foča, Jugoslawien; † 24. Oktober 2022) war ein deutscher Fachtierarzt und Chirurg bosnischer Herkunft. Er beschäftigte sich mit Pferdekrankheiten und ist Autor von Lehrbüchern. Seit 2007 war er Chefarzt an der Tierklinik „New Century“ in Moskau. Im Oktober 2013 wurde Milomir Kovač an der Moskauer Staatlichen Akademie für Veterinärmedizin und Biotechnologie der Titel des Professor „honoris causa“ verliehen, für herausragende Leistungen auf dem Gebiet der Pferdemedizin in der Russischen Föderation.
Im April 2014 wurde Kovač mit dem „Goldenen Skalpell“, der renommiertesten Auszeichnung der Russischen Veterinärmedizinischen Gesellschaft, ausgezeichnet.

## Leben und Werdegang
Kovač wurde am 21. Oktober 1962 in Foča (Jugoslawien) geboren. Im Jahr 1980 absolvierte er die medizinische Oberschule.
Sein Studium an der Veterinärmedizinischen Fakultät der Universität Sarajevo schloss er als Bester seines Jahrgangs im Jahr 1987 ab und wurde mit der Goldmedaille der Universität von Sarajevo ausgezeichnet. Nach seinem Abschluss an der Universität arbeitete er von 1987 bis 1992 als Assistenz-Professor am Institut für Pathophysiologie der Veterinärmedizinischen Fakultät der Universität in Sarajevo. Im Jahr 1990 schloss er die weiterführende Ausbildung im Bereich der Strahlenbiologie an der Universität von Sarajevo mit Auszeichnung ab. Er verteidigte seine wissenschaftliche Arbeit und erhielt für sie den Titel Magister der Veterinärmedizin (MSc). An der Universität Belgrad schrieb und verteidigte er seine Dissertation im Jahr 1993 und erhielt dafür den Titel Doktor der Wissenschaften (PhD).
Im Jahr 1994 arbeitete er als wissenschaftlicher Mitarbeiter am Institut für Immunologie der Medizinischen Fakultät der Universität Greifswald (Deutschland). Von 1995 bis 2007 arbeitete er als wissenschaftlicher Mitarbeiter und Tierarzt mit der Tierklinik Hochmoor und der Bergischen Tierklinik - Heiligenhaus an zwei führenden Pferdekliniken in Deutschland.
Im Jahr 1998 erhielt er an der Tierärztlichen Hochschule Hannover den Titel „Fachtierarzt für Pferde“. Nach dem bestandenen Staatsexamen am Fachbereich Veterinärmedizin der Universität Gießen im Jahr 2004 erhielt er die Approbation als Tierarzt.
Seit 2007 arbeitete Kovač in der Tierklinik „New Century“ in Moskau als einziger Vollzeit arbeitender Pferdechirurg in der Russischen Föderation. Er begann als Erster die Durchführung von Kolik-Operationen bei Pferden. Im Laufe von sechs Jahren wurden 200 solcher Operationen mit einer Überlebensrate von über 82 % durchgeführt. Zusätzlich begann er als Erster in der Russischen Föderation, die laparoskopische Chirurgie bei Kryptorchismus und die Kryochirurgie zur Entfernung von Bauch- und Hauttumoren bei Pferden durchzuführen. Außerdem wendet er als Erster in der Russischen Föderation die PRP-Verfahren und die Kultur der mesenchymalen Stammzellen bei Behandlung von Sehnen und Bänderverletzung bei Pferden an. In Zusammenarbeit mit József Tóth wandte er als Erster in der Russischen Föderation eine Pars-Plana-Vitrektomie bei Pferden mit Equine rezidivierende Uveitis.
Seit 2009 arbeitete er als führender Lehrbeauftragter der Pferdemedizin in der Moskauer Staatlichen Akademie für Veterinärmedizin und Biotechnologie, und der ersten russischen Weiterbildung-Intensivkurs für Tierärzte.
Kovac schrieb insgesamt fünf Bücher über Pferdekrankheiten und ist Autor von 70 wissenschaftlichen Publikationen auf dem Gebiet der Pferdemedizin. Seine Bücher "Kolik-Erkrankungen" und "Orthopädische Erkrankungen von Pferden - Moderne Methoden der Diagnose und Behandlung" sind die ersten erschienenen Lehrbücher auf dem Gebiet der Pferdemedizin im russischsprachigen Raum. Als Lehrbücher für Studenten in Hochschulen wurden diese Bücher von dem Ministerium für Bildung in der Russischen Föderation zugelassen. Seit 2007 betätigte er sich als Journalist und schrieb für die russische Zeitschrift „Pferdewelt“.